# Łącznik wielobiegunowy
Łącznik wielobiegunowy (ang. multi-pole switch) – łącznik elektryczny zawierający więcej niż jeden biegun, lub zestawiony z łączników jednobiegunowych o napędzie zapewniającym jednoczesne przestawienie wszystkich biegunów.